# Герстнер, Франтишек Йосеф
Франтишек Йозеф Герстнер (нем. Franz Josef von Gerstner, чеш. František Josef Gerstner; 22 февраля 1756, Хомутов, Королевство Богемия[…] — 25 июня 1832[…], Младеёв, Королевство Богемия[…]) — богемский физик и инженер немецкой национальности[стиль].

## Биография
Герстнер родился в г. Комотау (ныне Хомутов). В том же городе посещал иезуитскую гимназию, окончив которую, поступил в Пражский Университет на факультет философии, где с 1772 по 1777 годы изучал математику и астрономию. Ученик Йозефа Степлинга.
В 1781 году он начал изучать медицину в Вене, однако вскоре решил полностью сосредоточиться на астрономии. В 1789 году стал профессором математики.
В 1795 году Герстнер вошёл в состав правительственной комиссии, целью которой было улучшение качества технического образованию в Габсбургской Империи. Он предложил преобразовать Богемскую инженерную школу в политехническую, что и было сделано в 1803 году. В 1806 году возглавил Политехническую школу и стал там профессором механики и гидравлики. Там он преподавал вплоть до 1823 года, когда был вынужден прекратить преподавательскую деятельность из-за болезни. Эта Политехническая школа впоследствии стала Немецким и Чешским Техническими ВУЗами, после 1945 г. Чешским Техническим Университетом в г. Прага, который на сегодняшний день является одним из крупнейших университетов Чешской Республики. В свою очередь институт кибернетики и искусственного разума при ЧТУ назван в честь Герстнера.
Горстнер был награжден австрийским императорским орденом Леопольда.
Умер в 1832 году в Младеёвице в возрасте 76 лет.

## Работа
Из опубликованных им трудов наиболее важными являются «Теория волн» (1804) и «Руководство по механике» (1831; «Handbuch der Mechanik») в трёх томах.
Его работы были посвящены главным образом прикладной механике и гидродинамике. С его помощью удалось построить первые железные конструкции и первый паровой двигатель в пределах Чехии, которая на тот момент была частью Австрийской империи. В 1807 году он предложил проложить между городами Будвейс (ныне Ческе-Будеёвице) и Линц железную дорогу на лошадиной тяге. Этот проект впоследствии реализовал сын Гернстера Франц Антон (Франтишек Антонин) Герстнер.
Именем Герстнера назван особый тип волн.